# Rhinotia haemoptera
Rhinotia haemoptera (лат.) — вид жуков из семейства Belidae, обитающий в Австралии. Окраской схож с огнецветками (Pyrochroidae).
Вредитель пальмовых плантаций (в том числе кокосовых и финиковых пальм), наносит экономический ущерб фермерам.
Для борьбы с этим жуком успешно применяются нематоды вида Heterorhabditis indica.